# Polyrhachis murina
Polyrhachis murina é uma espécie de formiga do gênero Polyrhachis, pertencente à subfamília Formicinae.